# Čchen Pching
Čchen Pching (čínsky pchin-jinem Chén Píng, znaky zjednodušené 陈平, tradiční 陳平, † 178 př. n. l.) byl čínský politik počátků říše Chan. Původně syn nevýznamného statkáře se prosadil po roce 209 př. n. l., kdy se přidal k Čchen Šengovu povstání proti říši Čchin, zprvu na straně Ťioua, krále z Wej, později přešel k Siang Jüovi a pak k Liou Pangovi. V jeho armádě patřil k předním generálům, od roku 189 př. n. l. zastával funkci nejvyššího rádce a stál tak v čele vlády říše Chan.

## Život
Čchen Pching pocházel z Jang-wu (陽武, moderní Jüan-jang, 原陽, v provincii Che-nan). Byl synem nepříliš majetného statkáře, jako vzdělaný a spravedlivý muž si získal oblibu v místním okrsku. Roku 209 př. n. l. vypuklo povstání Čchen Šenga proti říši Čchin, nedlouho předtím sjednotivší Čínu. Čchen Pching se přidal k povstalcům, zprvu na straně Ťioua, krále z Wej. Později přešel k Siang Jüovi. Už jako zasloužilý generál opět změnil stranu a dal se do služeb Liou Panga, který mu ihned svěřil odpovědné místo, k nespokojenosti stávajících Liou Pangových generálů, nyní podřízených „zrádci“.
Roku 202 př. n. l. Liou Pang zvítězil nad Siang Jüem, sjednotil Čínu do říše Chan a prohlásil se císařem. Čchen Pching za své zásluhy obdržel v prosinci 202 př. n. l. titul markýze z Chu-jou (戶牖) s 5000 poddanými domácnostmi, později byl jeho titul změněn na markýz Čchü-ni (曲逆侯).
Podílel se na zatčení Chan Sina, krále z Čchu, roku 201 př. n. l. Zastával vysoké funkce na císařském dvoře, roku 189 př. n. l. po smrti nejvyššího rádce (čcheng-siang, funkce zhruba odpovídala novodobému předsedovi vlády) Cchao Šena byl jmenován nejvyšším rádcem zleva, zatímco Wang Ling nejvyšším rádcem zprava. Po Wang Lingově rezignaci roku 187 př. n. l. povýšil na jeho místo, přičemž novým nejvyšším rádcem zleva se stal Šen I-ťi.
V 80. letech vliv nejvyššího rádce zastínila moc císařovny Lü a jejího rodu. Roku 180 př. n. l. po smrti císařovny Čchen Pching patřil k organizátorům převratu, který svrhl rod Lü a dosadil na trůn Liou Pangova syna Wen-tiho. Koncem následujícího roku ho z místa nejvyššího rádce zprava odsunul jiný Liou Pangův spolubojovník Čou Po, zůstal nejvyšším rádcem zleva, roku 178 př. n. l. však zemřel. Čou Po poté zůstal jediným nejvyšším rádcem.
Poctěn byl posmrtným jménem markýz Sien (獻侯).